# Мериторные блага
Мериторные блага (одобряемые, достойные, социально значимые; англ. merit goods) — блага, которые недостаточно производятся и потребляются, термин введён Ричардом Масгрейвом в 1959 году.

## История
Американский профессор Ричард Масгрейв впервые вёл данное понятие в своей книге «Теория общественных финансов» за 1959 год, но не дал чёткого определения мериторных благ, а лишь описал их концепцию. Существует ряд интерпретаций данного понятия.

## Определение
Мериторные блага — это товары и услуги, спрос на которые со стороны частных лиц отстаёт от желаемого обществом и должно стимулироваться государством.
Согласно Британники мериторные блага — это концепция, которая помогает правительствам решать, какие общественные или другие товары должны поставляться потребителю. Мериторные блага — это блага, которые государственный сектор должен поставлять потребителю бесплатно или дёшево, потому что правительство хочет поощрять их потребление. Например, это субсидируемое жильё или социальные услуги, которые в основном помогают бедным, или медицинские услуги, которые помогают бедным и престарелым.
Примеры мериторных благ — это культура, здравоохранение, образование, наука, то есть те блага, которые способствуют развитию человека и личности, отвечают долгосрочным интересам экономической системы в целом.
Примеры демериторных благ — это наркотики, алкоголь, частный спрос на которые превосходит желаемый обществом и должен ограничивается государством.
Термин мериторные блага, не имея общепринятого применения, употребляется: где индивидуальный выбор ограничен общественными ценностями; когда благотворительность или политическое перераспределение навязывают получателям предпочтения доноров; при первичном перераспределении общество может определять справедливые доли в денежной или натуральной форме, причем последние выбираются в отношении того, что считается достойным для получателя. Однако концепция мериторных благ остается в сфере потребительского суверенитета, когда "высшие" предпочтения индивидов навязывают их "низшим".

## Мериторные vs общественные блага
В контексте фискальной теории не следует путать мериторные блага с понятием общественные блага. Различие между частными и общественными благами исходит из способа доступности блага, то есть конкурирующие в одном случае и неконкурентоспособные в другом. Выбор и оценка результатов прямо основываются на предпосылке индивидуальных предпочтений. Суверенитет потребителей применяется при выборе частного или общественного блага, а концепция мериторных благ ставит под сомнение эту предпосылку.